# Paula belga királyné
Paula, a belgák királynéja (leánykori nevén Donna Paola Margherita Maria Antonia Consiglia, Principessa Ruffo di Calabria, Forte dei Marmi, Olaszország, 1937. szeptember 11.) olasz származású belga királyné 1993 és 2013 között, II. Albert belga király felesége.

## Élete
Paula a hatodik, legkisebb gyermeke volt Fulco, Prince Ruffo di Calabria, Guardia Lombarda hatodik hercegének (1884–1946). Anyja Luisa Gazelli di Rossana e di Sebastiano (1896–1989) bárónő, Lafayette báró leszármazottja. Paula, akinek ereiben olasz és belga nemesi vér is folyik, fiatalkorában rendkívüli szépségnek számított.
Bár Paula folyékonyan beszél franciául, olaszul, angolul és németül, de a belga sajtó (egy része) rendszeresen kritizálja, mivel nem tanult meg folyékonyan flamandul.

## Házasság és család

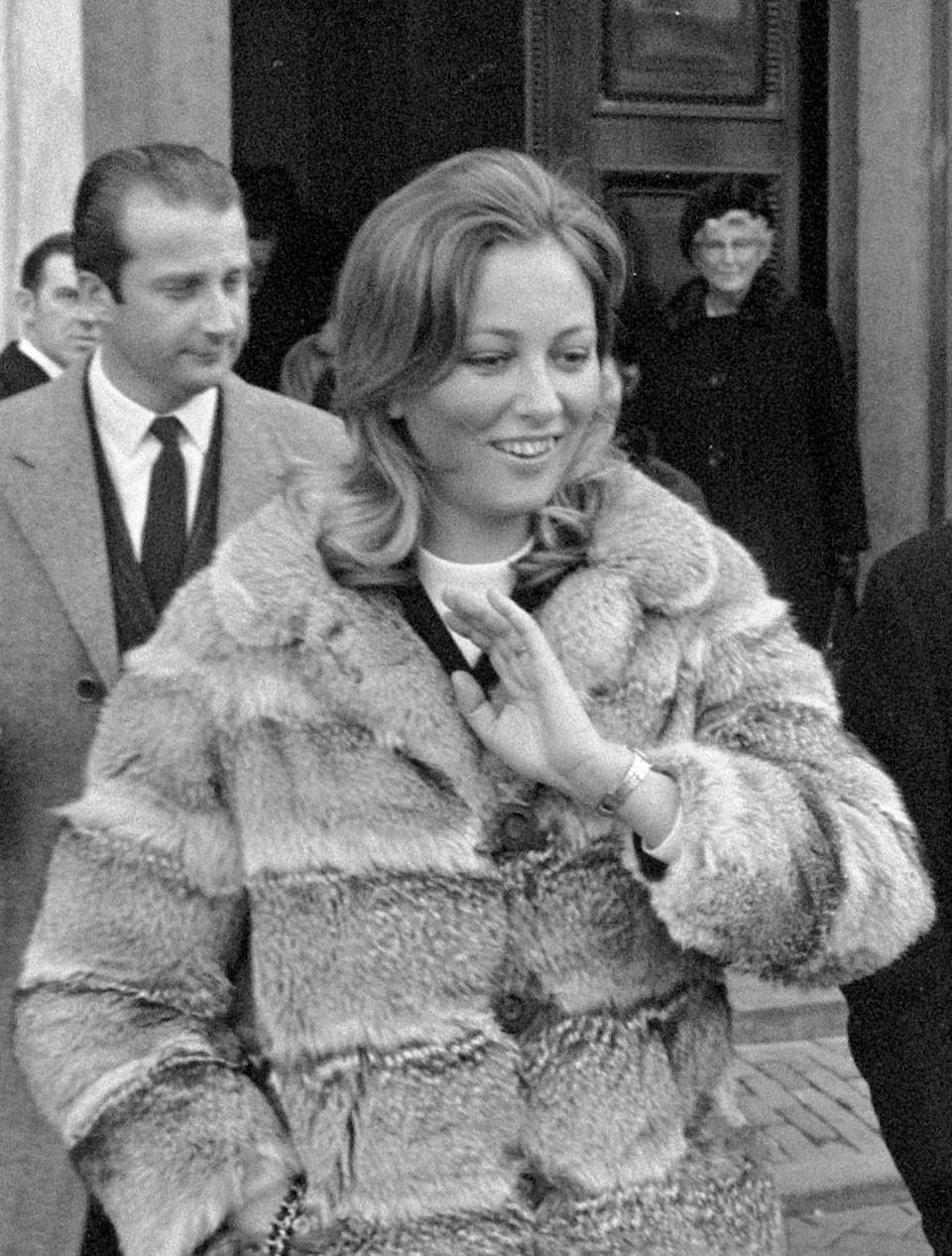
Paula 1969-ben, a háttérben Albert

1959. július 2-án ment hozzá Alberthez, aki akkor a Liège hercege címet viselte (a trónt bátyja, Balduin belga király foglalta el). A királyi párnak összesen 3 gyermeke született:
- Fülöp brabanti herceg, 2013 óta a belgák királya (1960. április 15. –)
- Asztrid belga királyi hercegnő, osztrák főhercegné (1962. június 5. –)
- Lőrinc belga királyi herceg (1963. október 19. –)

## Címei
- Donna Paola, Ruffo di Calabria hercegnője (1937–1959). Apja 1928-ban kapta a hercegi címet III. Viktor Emánuel olasz királytól.
- Ő királyi fensége, Liège hercegnője (1959–1993)
- Őfelsége a belgák királynéja (1993–2013)
- Őfelsége, Paula belga királyné (2013–)

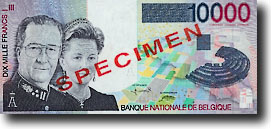
Belga 10 000 frankos bankjegy II. Albert király és Paula királyné portréjával.

## Magyar kitüntetése
- A Magyar Érdemrend nagykeresztje a nyaklánccal és az arany sugaras csillaggal (2002)

## Képek

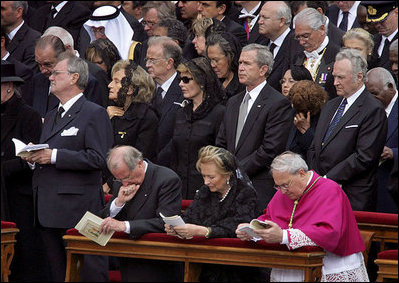
Paola királyné, II. Albert belga király, Henrik dán herceg, Bernadette Chirac, Jorge Sampaio portugál miniszterelnök, George W. Bush és Laura Bush, Arnold Rüütel észt elnök és Gloria Macapagal-Arroyo, a Fülöp-szigetek miniszterelnöke, II. János Pál pápa temetésén.

## Külső hivatkozások
- A királynő hivatalos honlapja (angolul).
- A királynő családja: Ruffo di Scilla[halott link] (olaszul).
- „Stichting Koningin Paola – Fondation Reine Paola” – A Paola királynő alapítvány
- „Ouvres de la Reine – Hulpfonds van de Koningin”